# Crazy on You
"Crazy on You" is een nummer van de Amerikaanse band Heart. Het nummer verscheen op hun debuutalbum Dreamboat Annie uit 1975. In april 1976 werd het nummer uitgebracht als de derde single van het album.

## Achtergrond
"Crazy on You" is geschreven door de zussen Ann en Nancy Wilson, respectievelijk zangeres en gitarist van Heart. Het nummer begint met een intro gespeeld op een akoestische gitaar, dat de titel "Silver Wheels" draagt. Hierna gaat het over in een snel hardrocknummer. Volgens Nancy Wilson is het snelle akoestische ritme geïnspireerd door het nummer "Question" van The Moody Blues. De tekst van het nummer gaat over het verlangen van een persoon om alle problemen in de wereld te vergeten tijdens een nacht vol passie. Ann Wilson zei dat het nummer werd geschreven als reactie op de stress die werd veroorzaakt door de Vietnamoorlog en de sociale onrust in de Verenigde Staten aan het begin van de jaren '70 van de twintigste eeuw.
"Crazy on You" was de eerste Amerikaanse single van Heart, nadat er in Canada al twee singles waren uitgebracht; "How Deep It Goes" en "Magic Man". Het kwam niet verder dan de 35e plaats in de Amerikaanse Billboard Hot 100, maar werd wel een van de bekendste nummers van de band. In 1977 werd het nummer opnieuw uitgebracht en behaalde het in Nederland respectievelijk de tweede en vierde plaats in de Top 40 en de Nationale Hitparade, terwijl in Vlaanderen de zestiende plaats in de Ultratop 50 werd gehaald. Het nummer is tevens gebruikt in de films The Virgin Suicides (1999) en Demolition (2015).

## Hitnoteringen

### Nederlandse Top 40
| Hitnotering: 05-03-1977 t/m 23-04-1977 | Hitnotering: 05-03-1977 t/m 23-04-1977 | Hitnotering: 05-03-1977 t/m 23-04-1977 | Hitnotering: 05-03-1977 t/m 23-04-1977 | Hitnotering: 05-03-1977 t/m 23-04-1977 | Hitnotering: 05-03-1977 t/m 23-04-1977 | Hitnotering: 05-03-1977 t/m 23-04-1977 | Hitnotering: 05-03-1977 t/m 23-04-1977 | Hitnotering: 05-03-1977 t/m 23-04-1977 | Hitnotering: 05-03-1977 t/m 23-04-1977 |
| Week                                   | 1                                      | 2                                      | 3                                      | 4                                      | 5                                      | 6                                      | 7                                      | 8                                      |                                        |
| -------------------------------------- | -------------------------------------- | -------------------------------------- | -------------------------------------- | -------------------------------------- | -------------------------------------- | -------------------------------------- | -------------------------------------- | -------------------------------------- | -------------------------------------- |
| Positie                                | 18                                     | 9                                      | 6                                      | 2                                      | 3                                      | 11                                     | 16                                     | 37                                     | uit                                    |

### Nationale Hitparade
| Hitnotering: 05-03-1977 t/m 16-04-1977 | Hitnotering: 05-03-1977 t/m 16-04-1977 | Hitnotering: 05-03-1977 t/m 16-04-1977 | Hitnotering: 05-03-1977 t/m 16-04-1977 | Hitnotering: 05-03-1977 t/m 16-04-1977 | Hitnotering: 05-03-1977 t/m 16-04-1977 | Hitnotering: 05-03-1977 t/m 16-04-1977 | Hitnotering: 05-03-1977 t/m 16-04-1977 | Hitnotering: 05-03-1977 t/m 16-04-1977 |
| Week                                   | 1                                      | 2                                      | 3                                      | 4                                      | 5                                      | 6                                      | 7                                      |                                        |
| -------------------------------------- | -------------------------------------- | -------------------------------------- | -------------------------------------- | -------------------------------------- | -------------------------------------- | -------------------------------------- | -------------------------------------- | -------------------------------------- |
| Positie                                | 21                                     | 7                                      | 7                                      | 4                                      | 4                                      | 8                                      | 21                                     | uit                                    |

### NPO Radio 2 Top 2000
| Nummer met noteringen in de NPO Radio 2 Top 2000 | '99 | '00 | '01 | '02 | '03 | '04 | '05 | '06  | '07  | '08 | '09 | '10 | '11  | '12  | '13 | '14 | '15 | '16 | '17 | '18  | '19  | '20  | '21  | '22  | '23  | '24  |
| ------------------------------------------------ | --- | --- | --- | --- | --- | --- | --- | ---- | ---- | --- | --- | --- | ---- | ---- | --- | --- | --- | --- | --- | ---- | ---- | ---- | ---- | ---- | ---- | ---- |
| Crazy on You                                     | 882 | 649 | 831 | 668 | 890 | 955 | 997 | 1047 | 1176 | 996 | 763 | 756 | 1008 | 1033 | 977 | 810 | 914 | 943 | 917 | 1109 | 1259 | 1339 | 1498 | 1416 | 1312 | 1137 |

1. ↑  Een vetgedrukt getal geeft de hoogste notering aan.